# Liste nordischsprachiger Metalalben
Die Liste nordischsprachiger Metalalben zählt nordischsprachige – d. h. dänisch-, färöisch-, isländisch-, norwegisch- und schwedischsprachige – Metal-Musikalben auf. Dabei sollen die folgenden Kriterien erfüllt werden:
- Die veröffentlichende Band erfüllt die Relevanzkriterien.
- Das Album ist in der „Kategorie:Album (Metal)“ oder in einer ihrer Unterkategorien kategorisiert. Falls kein Albumartikel besteht, muss die zugehörige Band in ihrem Artikel dem Genre Metal zugeordnet sein.
- Hard-Rock-Alben, die bedeutenden Metalanteil haben, dürfen ebenfalls gelistet werden, reine Alben dieses Genres jedoch nicht.
- Alben müssen mindestens zur Hälfte mit nordischen Texten bestückt sein, um aufgenommen zu werden.
- Es handelt sich bei dem Album weder um eine Kompilation noch um ein Livealbum.

Zur Ergänzung dient die Liste skandinavischer Metalbands.
In der Spalte „Jahr“ wird das Jahr der Erstveröffentlichung eingetragen.
Die Auflistung erfolgt nach dem deutschen, nicht den skandinavischen Alphabeten. Die im Deutschen nicht vorhandenen Sonderzeichen å, æ, ø, ð werden dabei wie a, ä, ö und d behandelt.
| Name                                   | Band           | Jahr | Sprache                                   | Label                                          | Genre                                            | Anmerkungen                                                                                             |
| -------------------------------------- | -------------- | ---- | ----------------------------------------- | ---------------------------------------------- | ------------------------------------------------ | --- |
| Algleymi                               | Misþyrming     | 2019 | Isländisch                                | Norma Evangelium Diaboli                       | Black Metal                                      | |
| Auðn                                   | Auðn           | 2016 | Isländisch                                |                                                | Black Metal                                      | |
| Av norrøn ætt                          | Helheim        | 1997 | Norwegisch                                |                                                |                                                  | |
| Av oss, for oss                        | Einherjer      | 2014 | Norwegisch                                |                                                | Viking Metal                                     | |
| Baldur                                 | Skálmöld       | 2010 | Isländisch                                | Tutl Records                                   |                                                  | |
| Bärsärkagång                           | Raubtier       | 2016 | Schwedisch                                | Despotz Records                                | Metal                                            | |
| Belus                                  | Burzum         | 2010 | Norwegisch                                |                                                | Black Metal                                      | |
| Berdreyminn                            | Sólstafir      | 2017 | Isländisch                                | Season of Mist                                 |                                                  | |
| Blodhemn                               | Enslaved       | 1998 | Norwegisch                                |                                                |                                                  | |
| Blot                                   | Einherjer      | 2003 | Norwegisch                                |                                                | Viking Metal                                     | |
| Börn Loka                              | Skálmöld       | 2012 | Isländisch                                | Napalm Records                                 |                                                  | |
| Carolus Rex                            | Sabaton        | 2012 | Schwedisch                                | Nuclear Blast                                  | Heavy Metal                                      | Konzeptalbum zur schwedischen Großmachtzeit, dt. Bonustitel (Feuer frei!), auch auf Englisch erschienen |
| Det finns bara krig                    | Raubtier       | 2009 | Schwedisch                                | BD Music                                       | Metal                                            | |
| Det som engang var                     | Burzum         | 1993 | Norwegisch                                |                                                | Black Metal                                      | |
| Eld                                    | Enslaved       | 1997 | Norwegisch                                |                                                |                                                  | |
| Endeligt                               | Nortt          | 2017 | Dänisch                                   | Avantgarde Music                               | Black Doom, Depressive Black Metal, Funeral Doom | |
| Endless Twilight of Codependent Love   | Sólstafir      | 2020 | Isländisch                                | Season of Mist                                 |                                                  | |
| Fallen                                 | Burzum         | 2011 | Norwegisch                                |                                                |                                                  | |
| Farvegir fyrndar                       | Auðn           | 2016 | Isländisch                                |                                                | Black Metal                                      | |
| For all tid                            | Dimmu Borgir   | 1994 | Norwegisch                                | No Colours Records                             | Black Metal                                      | |
| Forthcoming Storm                      | Svartahrid     | 1999 | Norwegisch                                | Napalm Records                                 | Black Metal                                      | zwei englischsprachige Titel                                                                            |
| Från Norrland till helvetets port      | Raubtier       | 2012 | Schwedisch                                | Despotz Records                                | Metal                                            | |
| Frost                                  | Enslaved       | 1994 | Norwegisch                                |                                                |                                                  | |
| Galgenfrist                            | Nortt          | 2007 | Dänisch                                   | Avantgarde Music                               | Black Doom, Depressive Black Metal, Funeral Doom | |
| Grimjaur                               | Siebenbürgen   | 1998 | Schwedisch                                |                                                | Melodic Black Metal                              | |
| Gudsforladt                            | Nortt          | 2003 | Dänisch                                   | Sombre Records/Diehard Music                   | Black Doom, Depressive Black Metal, Funeral Doom | |
| Heljareyga                             | Heljareyga     | 2010 | Färöisch                                  | Tutl                                           | Folk Metal, Progressive Metal                    | |
| Hundre år gammal                       | Khold          | 2008 | Norwegisch                                | Tabu Recordings                                | Black Metal                                      | |
| Hvis lyset tar oss                     | Burzum         | 1994 | Norwegisch                                |                                                |                                                  | |
| Í blóði og anda                        | Sólstafir      | 2002 | Isländisch                                | Ars Metalli                                    | Viking Metal                                     | |
| Jormundgand                            | Helheim        | 1995 | Schwedisch                                |                                                |                                                  | |
| Kom i min kittel                       | Svartby        | 2007 | Schwedisch                                | Fono Ltd.                                      | Folk Metal                                       | |
| Krek                                   | Khold          | 2005 | Norwegisch                                | Tabu Recordings                                | Black Metal                                      | |
| Ligfærd                                | Nortt          | 2005 | Dänisch                                   | Posession Productions, Total Holocaust Records | Black Doom, Depressive Black Metal, Funeral Doom | |
| Loreia                                 | Siebenbürgen   | 1997 | Schwedisch                                |                                                | Melodic Black Metal                              | |
| M                                      | Myrkur         | 2015 | Dänisch                                   | Relapse Records                                | Black Metal                                      | |
| Mareridt                               | Myrkur         | 2017 | Dänisch, Englisch, Norwegisch, Schwedisch | Avast! Recording Company                       | Black Metal                                      | |
| Masterpiss of Pain                     | Khold          | 2001 | Norwegisch                                | Moonfog Productions                            | Black Metal                                      | |
| Með vættum                             | Skálmöld       | 2014 | Isländisch                                | Napalm Records                                 |                                                  | |
| Mørke gravers kammer                   | Khold          | 2004 | Norwegisch                                | Candlelight Records                            | Black Metal                                      | |
| Mulmets Viser                          | Svartsot       | 2010 | Dänisch                                   | Napalm Records                                 | Folk Metal, Melodic Death Metal                  | |
| Norrøn                                 | Einherjer      | 2011 | Norwegisch                                |                                                | Viking Metal                                     | |
| Norrøne spor                           | Einherjer      | 2018 | Norwegisch                                |                                                | Viking Metal                                     | |
| Nortt/Xasthur                          | Nortt, Xasthur | 2004 | Dänisch, Englisch                         | Total Holocaust Records                        | Black Doom, Depressive Black Metal, Funeral Doom | Split-Veröffentlichung, Lieder von Nortt auf Dänisch, von Xasthur auf Englisch                          |
| Ótta                                   | Sólstafir      | 2014 | Isländisch                                | Season of Mist                                 |                                                  | |
| Överlevare                             | Raubtier       | 2019 | Schwedisch                                | Faravid Recordings                             | Metal                                            | Dystopisches Konzeptalbum                                                                               |
| Pansarfolk                             | Hulkoff        | 2020 | Schwedisch                                | Faravid Recordings                             | Metal                                            | Als Doppelalbum auch auf Englisch erschienen                                                            |
| Pansargryning                          | Raubtier       | 2016 | Schwedisch                                | Despotz Records                                | Metal                                            | |
| Phantom                                | Khold          | 2002 | Norwegisch                                | Moonfog Productions                            | Black Metal                                      | |
| Ragnarök                               | Hulkoff        | 2021 | Schwedisch                                | Faravid Recordings                             | Metal                                            | Als Doppelalbum auch auf Englisch erschienen                                                            |
| Ravnenes Saga                          | Svartsot       | 2007 | Dänisch                                   |                                                | Folk Metal, Melodic Death Metal                  | |
| Riv, hugg och bit                      | Svartby        | 2009 | Schwedisch                                | Trollzorn Records                              | Folk Metal                                       | |
| Sadness and Wrath                      | Svartahrid     | 2007 | Norwegisch                                | Soulseller Records                             | Black Metal                                      | Album zur Hälfte norwegischsprachig, zur Hälfte englischsprachig                                        |
| Skriet från vildmarken                 | Raubtier       | 2010 | Schwedisch                                | Rattlesnake Productions                        | Metal                                            | |
| Sorgir                                 | Skálmöld       | 2018 | Isländisch                                | Napalm Records                                 |                                                  | |
| Stormblåst                             | Dimmu Borgir   | 1996 | Norwegisch                                | Cacophonous Records                            | Black Metal                                      | |
| Svartir sandar                         | Sólstafir      | 2011 | Isländisch                                | Season of Mist                                 |                                                  | 2-CD-Album                                                                                              |
| Til endes                              | Khold          | 2014 | Norwegisch                                | Peaceville Records                             | Black Metal                                      | |
| Til et annet...                        | Trelldom       | 1999 | Norwegisch                                | Hammerheart Records                            | Black Metal                                      | |
| Til evighet...                         | Trelldom       | 1995 | Norwegisch                                | Head Not Found                                 | Black Metal                                      | |
| Til minne...                           | Trelldom       | 2007 | Norwegisch                                | Regain Records                                 | Black Metal                                      | |
| Umskiptar                              | Burzum         | 2012 | Altnordisch                               | Byelobog Productions                           | Black Metal, Ambient                             | Vertonung von Teilen der mittelalterlichen Völuspá                                                      |
| Vikingligr Veldi                       | Enslaved       | 1994 | Norwegisch                                |                                                |                                                  | |
| Vögguvísur Yggdrasils                  | Skálmöld       | 2016 | Isländisch                                | Napalm Records                                 |                                                  | |
| Vökudraumsins fangi                    | Auðn           | 2020 | Isländisch                                |                                                | Black Metal                                      | |
| Völuspá Part I – Thor’s Anger          | Fortíð         | 2003 | Isländisch                                | No Colours                                     | Pagan Metal, Viking Metal                        | |
| Völuspa Part II: The Arrival Of Fenris | Fortíð         | 2007 | Isländisch                                | No Colours                                     | Pagan Metal, Viking Metal                        | |
| Völuspá Part III: Fall Of The Ages     | Fortíð         | 2010 | Isländisch                                | Schwarzdorn Production                         | Pagan Metal, Viking Metal                        | |